# Lista de episódios de A Guarda do Leão
Abaixo segue uma lista dos episódios da série de animação da Disney, A Guarda do Leão.

## Resumo
| Temporada | Temporada | Episódios | Data da transmissão original | Data da transmissão original |
| Temporada | Temporada | Episódios | Estreia                      | Final                        |
| --------- | --------- | --------- | ---------------------------- | ---------------------------- |
|           | 1         | 28        | 22 de novembro de 2015       | 21 de abril de 2017          |
|           | 2         | 30        | 7 de julho de 2017           | 22 de abril de 2019          |
|           | 3         | 20        | 3 de agosto de 2019          | 3 de novembro de 2019        |

## Episódios

### 1ª Temporada (2015–2017)
| Nº       | Nº           | Título | Diretor                     | Escritor                              | Data da transmissão     | Código de produção |
| Na série | Na temporada | Título | Diretor                     | Escritor                              | Data da transmissão     | Código de produção |
| -------- | ------------ | --- | --------------------------- | ------------------------------------- | ----------------------- | ------------------ |
| 1–2      | 1–2          | "The Lion Guard: Return of the Roar" "A Guarda do Leão: Um Novo Rugido" "A Guarda do Leão: O Regresso do Rugido"      | Howy Parkins                | Ford Riley                            | 22 de novembro de 2015  | ASA                |
| 3        | 3            | "The Rise of Makuu" "A Ascensão de Makuu"                                                                             | Howy Parkins                | Ford Riley                            | 15 de janeiro de 2016   | 103                |
| 4        | 4            | "Bunga the Wise" "Bunga, o Sagaz" "Bunga o Sábio"                                                                     | Howy Parkins                | John Loy                              | 22 de janeiro de 2016   | 104                |
| 5        | 5            | "Never Judge a Hyena by Its Spots" "Nunca Julgue uma Hiena pelas Pintas" "Nunca Julgues uma Hiena pelas Suas Manchas" | Howy Parkins                | Kevin Hopps, John Loy, e Ford Riley   | 15 de janeiro de 2016   | 105                |
| 6        | 6            | "Can't Wait to Be Queen" "O Que Eu Quero Mais É Ser Rainha" "Ansiosa para Ser Rainha"                                 | Howy Parkins                | Jack Monaco, John Loy, e Ford Riley   | 29 de janeiro de 2016   | 106                |
| 7        | 7            | "Eye of the Beholder" "Olhos de Quem Vê" "Os Olhos de Quem Vê"                                                        | Howy Parkins                | Jack Monaco, John Loy, e Ford Riley   | 5 de fevereiro de 2016  | 107                |
| 8        | 8            | "The Kupatana Celebration" "A Festa da Kupatana" "A Celebração do Kupatana"                                           | Howy Parkins                | Elise Allen, John Loy, e Ford Riley   | 12 de fevereiro de 2016 | 108                |
| 9        | 9            | "Fuli's New Family" "A Nova Família da Fuli"                                                                          | Howy Parkins                | Elise Allen, John Loy, e Ford Riley   | 19 de fevereiro de 2016 | 109                |
| 10       | 10           | "The Search for Utamu" "A Busca por Utamu" "Á Procura de Utamu"                                                       | Howy Parkins                | Elise Allen, John Loy, e Ford Riley   | 26 de fevereiro de 2016 | 110                |
| 11       | 11           | "Follow That Hippo!" "Siga Aquele Hipopótamo" "Sigam o Hipopótamo"                                                    | Howy Parkins                | John Loy                              | 18 de março de 2016     | 111                |
| 12       | 12           | "The Call of the Drongo" "O Canto do Drongo" "A Voz do Drongo"                                                        | Howy Parkins                | Elise Allen e Kevin Hopps             | 25 de março de 2016     | 112                |
| 13       | 13           | "Paintings and Predictions" "Pinturas e Previsões"                                                                    | Howy Parkins                | Elise Allen e Kevin Hopps             | 1 de abril de 2016      | 113                |
| 14       | 14           | "The Mbali Fields Migration" "Migração para os Campos Mbali" "A Migração para os Campos Mbali"                        | Howy Parkins                | Elise Allen, John Loy, e Ford Riley   | 22 de abril de 2016     | 114                |
| 15       | 15           | "Bunga and the King" "Bunga e o Rei" "O Bunga e o Rei"                                                                | Howy Parkins                | Jack Monaco                           | 29 de abril de 2016     | 115                |
| 16       | 16           | "Never Roar Again" "Nunca Mais Ruja" "Nunca Mais Vou Rugir"                                                           | Howy Parkins                | Jack Monaco                           | 18 de novembro de 2016  | 116                |
| 17       | 17           | "The Imaginary Okapi" "O Ocapi Imaginário"                                                                            | Howy Parkins                | John Loy                              | 8 de julho de 2016      | 117                |
| 18       | 18           | "Too Many Termites" "Cupins Demais" "Demasiadas Térmitas"                                                             | Howy Parkins                | Elise Allen                           | 15 de julho de 2016     | 118                |
| 19       | 19           | "The Trouble with Galagos" "O Problema dos Gálagos" "O Problema com os Gálagos"                                       | Howy Parkins                | Elise Allen                           | 5 de agosto de 2016     | 119                |
| 20       | 20           | "Janja's New Crew" "A Nova Turma do Janja" "O Novo Bando do Janja"                                                    | Howy Parkins                | Kevin Hopps                           | 26 de agosto de 2016    | 120                |
| 21       | 21           | "Baboons!" "Babuínos" "Babuínos!"                                                                                     | Howy Parkins                | Kevin Hopps e Jack Monaco             | 23 de setembro de 2016  | 121                |
| 22       | 22           | "Beware the Zimwi" "Cuidado com o Zimwi"                                                                              | Howy Parkins                | Jack Monaco                           | 14 de outubro de 2016   | 122                |
| 23       | 23           | "Lions of the Outlands" "Leões da Terra Sombria" "Leões das Terras Obscuras"                                          | Howy Parkins e Tom Derosier | Kevin Hopps, Ford Riley, e John Loy   | 11 de novembro de 2016  | 123                |
| 24       | 24           | "Beshte and the Hippo Lanes" "Beshte e as Trilhas de Hipopótamo" "Beshte e os Trilhos dos Hipopótamos"                | Howy Parkins                | John Loy, Chelsea Beyl, e Jack Monaco | 17 de março de 2017     | ASA                |
| 25       | 25           | "The Trail to Udugu" "O Caminho para Udugu"                                                                           | Howy Parkins e Tom Derosier | Kendall Michele Haney e Elise Allen   | 6 de janeiro de 2017    | 125                |
| 26       | 26           | "Ono's Idol" "O Ídolo do Ono"                                                                                         | Howy Parkins                | Jack Monaco                           | 24 de fevereiro de 2017 | 126                |
| 27       | 27           | "The Lost Gorillas" "Os Gorilas Perdidos"                                                                             | Howy Parkins e Tom Derosier | Elise Allen                           | 2 de dezembro de 2016   | 127                |
| 28       | 28           | "Ono the Tickbird" "Ono o Pica-boi" "Ono, o Pica-boi"                                                                 | Howy Parkins                | Elise Allen                           | 21 de abril de 2017     | 128                |

### 2ª Temporada (2017–2019)
| Nº       | Nº           | Título | Diretor                     | Escritor                              | Data da transmissão     | Código de produção |
| Na série | Na temporada | Título | Diretor                     | Escritor                              | Data da transmissão     | Código de produção |
| -------- | ------------ | --- | --------------------------- | ------------------------------------- | ----------------------- | ------------------ |
| 29       | 1            | "Babysitter Bunga" "Bunga Babá" "Bunga, a Ama"                                                               | Howy Parkins                | Elise Allen                           | 7 de julho de 2017      | 201                |
| 30       | 2            | "The Savannah Summit" "A Cúpula da Savana" "A Cimeira da Savana"                                             | Howy Parkins e Tom Derosier | Jack Monaco                           | 7 de julho de 2017      | 202                |
| 31–32    | 3–4          | "The Lion Guard: The Rise of Scar" "A Guarda do Leão: A Hora de Scar" "A Guarda do Leão: A Ascensão do Scar" | Howy Parkins                | Ford Riley                            | 29 de julho de 2017     | 205                |
| 33       | 5            | "Let Sleeping Crocs Lie" "Não Acorde Crocodilos que Dormem" "Deixem os Crocodilos Dormir"                    | Howy Parkins                | Elise Allen                           | 11 de agosto de 2017    | 207                |
| 34       | 6            | "Swept Away" "Levado pela Correnteza" "Arrastado"                                                            | Howy Parkins e Tom Derosier | Jack Monaco                           | 15 de setembro de 2017  | ASA                |
| 35       | 7            | "Ono and the Egg" "Ono e o Ovo" "O Ono e o Ovo"                                                              | Howy Parkins e Tom Derosier | Elise Allen                           | 21 de julho de 2017     | 209                |
| 36       | 8            | "The Traveling Baboon Show" "Babuínos Saltimbancos" "O Espetáculo dos Viajantes Babuínos"                    | Howy Parkins                | John Loy                              | 14 de julho de 2017     | 208                |
| 37       | 9            | "Rafiki's New Neighbors" "Os Novos Vizinhos do Rafiki"                                                       | Howy Parkins                | Laura Sreenby e Krista Tucker         | 22 de setembro de 2017  | ASA                |
| 38       | 10           | "Rescue in the Outlands" "Resgate na Terra Sombria" "Resgate nas Terras Obscuras"                            | Howy Parkins e Tom Derosier | Elise Allen                           | 29 de setembro de 2017  | ASA                |
| 39       | 11           | "The Bite of Kenge" "A Mordida de Kenge"                                                                     | Howy Parkins                | Krista Tucker                         | 3 de novembro de 2017   | 213                |
| 40       | 12           | "The Morning Report" "O Relatório Matinal"                                                                   | Howy Parkins e Tom Derosier | Jack Monaco                           | 8 de janeiro de 2018    | ASA                |
| 41       | 13           | "The Ukumbusho Tradition" "A Tradição de Ukumbusho" "A Tradição do Ukumbusho"                                | Howy Parkins                | Jack Monaco                           | 27 de outubro de 2017   | ASA                |
| 42       | 14           | "The Golden Zebra" "A Zebra Dourada"                                                                         | Howy Parkins                | Elise Allen                           | 9 de janeiro de 2018    | 216                |
| 43       | 15           | "The Little Guy" "O Pequenino" "O Pequenote"                                                                 | Howy Parkins e Tom Derosier | Gus Constantellis                     | 10 de janeiro de 2018   | 217                |
| 44       | 16           | "The Wisdom of Kongwe" "A Sabedoria de Kongwe" "A Sabedoria da Kongwe"                                       | Howy Parkins                | Jack Monaco                           | 3 de abril de 2018      | 218                |
| 45       | 17           | "Divide and Conquer" "Dividir e Conquistar" "Dividir para Conquistar"                                        | Tom Derosier                | John Loy                              | 11 de janeiro de 2018   | ASA                |
| 46       | 18           | "The Kilio Valley Fire" "O Incêndio do Vale Kilion" "O Incêndio do Vale de Kilio"                            | Howy Parkins                | Elise Allen                           | 4 de abril de 2018      | ASA                |
| 47       | 19           | "Timon and Pumbaa's Christmas" "O Natal do Timão e Pumba" "O Natal do Timon e do Pumba"                      | Howy Parkins                | Ford Riley, John Loy, e Krista Tucker | 8 de dezembro de 2017   | 221                |
| 48       | 20           | "The Scorpion's Sting" "A Picada do Escorpião"                                                               | Howy Parkins e Tom Derosier | Krista Tucker                         | 2 de abril de 2018      | 222                |
| 49       | 21           | "Undercover Kinyonga" "A Camuflagem de Kinyonga" "A Camuflagem da Kinyonga"                                  | Howy Parkins                | Don Gillies                           | 5 de abril de 2018      | ASA                |
| 50       | 22           | "Cave of Secrets" "Caverna dos Segredos" "A Caverna dos Segredos"                                            | Howy Parkins e Tom Derosier | Jack Monaco                           | 4 de setembro de 2018   | ASA                |
| 51       | 23           | "The Zebra Mastermind" "A Zebra Esperta" "A Zebra Cabecilha"                                                 | Howy Parkins                | John Loy e Don Gillies                | 5 de setembro de 2018   | ASA                |
| 52       | 24           | "The Hyena Resistance" "A Resistência Hiena" "A Resistência das Hienas"                                      | Howy Parkins e Tom Derosier | Kendall Michele Haney                 | 6 de setembro de 2018   | 226                |
| 53       | 25           | "The Underground Adventure" "A Aventura Subterrânea"                                                         | Howy Parkins                | Elise Allen                           | 7 de setembro de 2018   | 227                |
| 54       | 26           | "Beshte and the Beast" "Beshte e a Fera" "O Beshte e o Monstro"                                              | Howy Parkins e Tom Derosier | Elise Allen                           | 12 de novembro de 2018  | 228                |
| 55       | 27           | "Pride Landers Unite!" "União nas Terras do Reino" "Animais das Terras do Reino, Uni-vos!"                   | Howy Parkins                | Jack Monaco                           | 21 de janeiro de 2019   | ASA                |
| 56       | 28           | "The Queen's Visit" "A Visita da Rainha"                                                                     | Howy Parkins e Tom Derosier | Don Gillies e John Loy                | 18 de fevereiro de 2019 | 230                |
| 57       | 29           | "The Fall of Mizimu Grove" "A Destruição do Bosque Mizimu" "A Queda do Arvoredo de Mizimu"                   | Howy Parkins                | Kendall Michele Haney                 | 25 de março de 2019     | ASA                |
| 58       | 30           | "Fire from the Sky" "Fogo do Céu" "Fogo a Cair do Céu"                                                       | Howy Parkins e Tom Derosier | Jack Monaco                           | 22 de abril de 2019     | 232                |

### 3ª Temporada (2019)
| Nº       | Nº           | Título                                                                                           | Diretor                     | Escritor                                                     | Data da transmissão    | Código de produção |
| Na série | Na temporada | Título                                                                                           | Diretor                     | Escritor                                                     | Data da transmissão    | Código de produção |
| -------- | ------------ | ------------------------------------------------------------------------------------------------ | --------------------------- | ------------------------------------------------------------ | ---------------------- | ------------------ |
| 59–60    | 1–2          | "The Lion Guard: Battle for the Pride Lands" "A Guarda do Leão: A Batalha pelas Terras do Reino" | Howy Parkins                | Ford Riley                                                   | 3 de agosto de 2019    | 301–302            |
| 61       | 3            | "The Harmattan" "O Harmatan" "O Harmatão"                                                        | Howy Parkins e Tom Derosier | Gus Constantellis                                            | 7 de setembro de 2019  | ASA                |
| 62       | 4            | "Ghost of the Mountain" "O Fantasma da Montanha" "Fantasma da Montanha"                          | Howy Parkins                | Kendall Michele Haney                                        | 14 de setembro de 2019 | ASA                |
| 63       | 5            | "The Accidental Avalanche" "A Avalanche Acidental"                                               | Howy Parkins e Tom Derosier | John Loy e Elise Allen                                       | 8 de setembro de 2019  | ASA                |
| 64       | 6            | "Marsh of Mystery" "Pântano do Mistério" "Pântano Misterioso"                                    | Howy Parkins                | Kendall Michele Haney                                        | 15 de setembro de 2019 | ASA                |
| 65       | 7            | "Journey of Memories" "Jornada de Lembranças" "Viagem de Memórias"                               | Howy Parkins e Tom Derosier | Jennifer Skelly                                              | 22 de setembro de 2019 | ASA                |
| 66       | 8            | "The Race to Tuliza" "A Corrida para a Tuliza"                                                   | Howy Parkins                | Kent Redeker                                                 | 28 de setembro de 2019 | ASA                |
| 67       | 9            | "Mama Binturong" "Mama Binturong" "Mamã Urso-gato"                                               | Howy Parkins                | Gus Constantellis                                            | 29 de setembro de 2019 | ASA                |
| 68       | 10           | "Friends to the End" "Amigos até o Fim" "Amigos até ao Fim"                                      | Tom Derosier                | Alison Taylor                                                | 5 de outubro de 2019   | ASA                |
| 69       | 11           | "Dragon Island" "A Ilha dos Dragões" "Ilha do Dragão"                                            | Howy Parkins e Tom Derosier | Alison Taylor                                                | 21 de setembro de 2019 | ASA                |
| 70       | 12           | "The Tree of Life" "A Árvore da Vida"                                                            | Howy Parkins                | Kendall Michele Haney                                        | 6 de outubro de 2019   | ASA                |
| 71       | 13           | "Little Old Ginterbong" "A Velha Senhora Ginterbong"                                             | Howy Parkins                | Gus Constantellis                                            | 13 de outubro de 2019  | ASA                |
| 72       | 14           | "The River of Patience" "O Rio da Paciência"                                                     | Tom Derosier                | Jennifer Skelly                                              | 12 de outubro de 2019  | ASA                |
| 73       | 15           | "Poa the Destroyer" "Poa, o Destruidor"                                                          | Tom Derosier                | Allison Taylor, Kendall Michele Haney, John Loy e Ford Riley | 19 de outubro de 2019  | ASA                |
| 74       | 16           | "The Lake of Reflection" "O Lago da Reflexão"                                                    | Tom Derosier                | Jennifer Skelly                                              | 26 de outubro de 2019  | ASA                |
| 75       | 17           | "Triumph of the Roar" "Triunfo do Rugido" "O Triunfo do Rugido"                                  | Howy Parkins                | John Loy                                                     | 27 de outubro de 2019  | ASA                |
| 76       | 18           | "Long Live the Queen" "Vida Longa à Rainha" "Longa Vida à Rainha"                                | Howy Parkins                | Ford Riley e Kendall Michele Haney                           | 20 de outubro de 2019  | ASA                |
| 77       | 19           | "Return to the Pride Lands" "Retorno às Terras do Reino" "O Regresso às Terras do Reino"         | Howy Parkins e Tom Derosier | Kendall Michele Haney e Ford Riley                           | 3 de novembro de 2019  | ASA                |
| 78       | 20           | "Journey to the Pride Lands" "Jornada às Terras do Reino" "Viagem para as Terras do Reino"       | Ford Riley                  | Kent Redeker, Kendall Michele Haney, John Loy e Ford Riley   | 2 de novembro de 2019  | ASA                |